# 挪威国际主义联盟

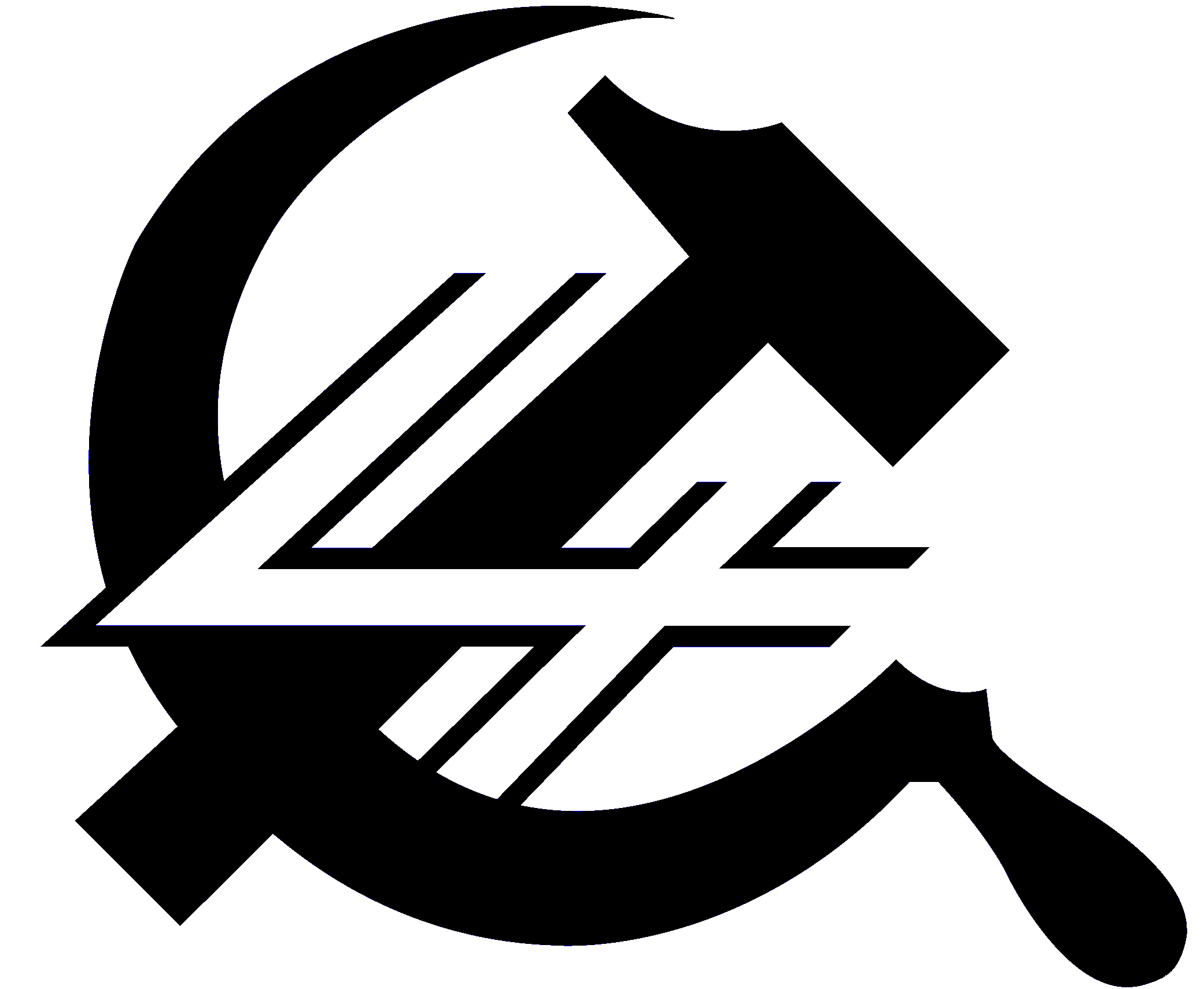
挪威国际主义联盟标志

挪威国际主义联盟（挪威語：Forbundet Internasjonalen i Noreg，缩写为FIN）是挪威的一个托洛茨基主义组织。该组织成立于1999年。2002年，该组织作为红色选举联盟的一个政治派系，在其内部活动。自2002年起，该组织也在社会主义左翼党内部活动。2003年，该组织发生分裂，当时一个派别主张同时参加红色选举联盟和社会主义左翼党的活动，另一个派别则主张优先参加社会主义左翼党的活动，结果是只有少数成员继续留在该组织。该组织是第四国际的同情组织。